# Nachal Misgav
Nachal Misgav (hebrejsky: נחל משגב) je vádí v Horní Galileji, v severním Izraeli.
Začíná na východním okraji vesnice Misgav Am v horách Naftali, kde se nachází pramen Ejn Misgav (עין משגב). Směřuje pak k severovýchodu odlesněným údolím, přičemž prudce klesá ze severojižně orientovaného terénního zlomu do Chulského údolí, kde jeho tok ústí zprava do vádí Nachal Ajun severně od vesnice Kfar Gil'adi. Okolí vádí je turisticky využívané. Přes jeho horní tok vede úsek izraelské stezky.